# Franz-Paul Decker
Pour les articles homonymes, voir Decker.
Franz-Paul Decker, né le 22 ou le 26 juin 1923 à Cologne et mort le 19 mai 2014 à Montréal, est un chef d'orchestre allemand.

## Biographie
Decker naît à Cologne, en Allemagne, où il étudie à la Hochschule für Musik und Tanz Köln avec Philipp Jarnach et Eugen Papst. Il fait ses débuts en direction à l'âge de 22 ans à l'Opéra de Cologne, et quatre ans plus tard il fut nommé au Hessisches Staatstheater de Wiesbaden et conséquemment dans les postes de chef d'orchestre du Wiesbaden Symphony Orchestra et de Generalmusikdirecktor à Bochum. En 1948, Decker fut présenté au compositeur Richard Strauss lors d'une partie de whist. Strauss a mentionné en passant qu'il venait tout juste de finir l'orchestration de quatre mélodies qu'il avait récemment composées (les Vier letzte Lieder).
Decker était renommé pour sa maîtrise et son approche de la musique de Richard Wagner, Richard Strauss, Anton Bruckner, Max Reger et Gustav Mahler. Ses interprétations des œuvres de Wolfgang Amadeus Mozart, Joseph Haydn et Ludwig van Beethoven ont été appréciées pour leur équilibre et leur clarté. Son approche de la musique espagnole et d'Amérique du Sud était audacieuse et charismatique. Il a dirigé les créations mondiales de douzaines de pièces orchestrales de compositeurs canadiens, et dirigé 85 opéras différents durant sa carrière.
Decker a été le directeur musical de l'Orchestre symphonique de Bochum (1956–1964), de l'Orchestre philharmonique de Rotterdam (1962–1967), de l'Orchestre symphonique de Montréal (1967–1975), de l'Orchestre symphonique de Barcelone (1985–1991), et de l'Orchestre symphonique de Nouvelle-Zélande (1991–1996, comme chef d'orchestre principal). Il a été conseiller artistique pour le Calgary Philharmonic Orchestra (1975–1977) et le Winnipeg Symphony Orchestra (1980–1982). Il a été le principal chef invité de l'Orchestre du Centre national des arts d’Ottawa (1991–1999) et de l'Orchestre symphonique d'Edmonton (en) (2003–2004).
Il a travaillé avec des solistes aussi divers que Arthur Rubinstein, Emil Gilels, Shura Cherkassky, Clara Haskil, Ida Haendel, Martha Argerich, Hélène Grimaud, Elisabeth Schwarzkopf, Jessye Norman, Dame Kiri Te Kanawa, et Jon Vickers. L'enregistrement télévisé de son concert avec Luciano Pavarotti, filmé à la Basilique Notre-Dame de Montréal en 1978, a été retransmis partout dans le monde.
Il meurt le 19 mai 2014 à Montréal,.